# Maurice Lea-Cox
Maurice Lea-Cox, britanski general, * 1898, † 1974.